# Alpes Maritimae

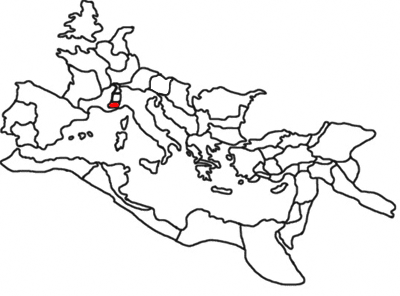
Imperiul Roman în anul 120 d.C. (cu provincia Alpes Maritimae)

Alpes Maritimae a fost o provincie romană din Imperiul Roman, una dintre cele trei mici provincii din Munții Alpi, între Franța și Italia de astăzi. 
Fondată în anul 14 d.C. de Octavian (Cezar August), avea capitala la Cemenelum, astăzi Cimiez în orașul Nisa, Franța.